# Đường sắt cao tốc Hồ Châu – Hàng Châu
Tuyến đường sắt cao tốc Hồ Châu Hàng Châu hay đường sắt cao tốc Huhang là một tuyến đường sắt tại Hàng Châu. Tuyến đường sẽ dài 135,9 km (84 mi) và tốc độ tối đa là 350 kilômét trên giờ (220 mph). Tuyến đường sắt chính thức khai trương vào ngày 22 tháng 9 năm 2022.

## Lịch sử
Quá trình xây tuyến đường sắt bắt đầu vào tháng 9 năm 2019 2019.

## Lộ trình

### Nhà ga
|               |        |  |           |           |  |  |  |  |  |  |
| Hồ Châu       | 湖州   |  | Ngô Hưng  | Hồ Châu   |  |  |  |  |  |  |
| Đức Thanh     | 德清   |  | Đức Thanh | Hồ Châu   |  |  |  |  |  |  |
| Tây Hàng Châu | 杭州西 |  | Dư Hàng   | Hàng Châu |  |  |  |  |  |  |
| Tây Phụ Dương | 富阳西 |  | Phụ Dương | Hàng Châu |  |  |  |  |  |  |
| Đông Đồng Lư  | 桐庐东 |  | Đồng Lư   | Hàng Châu |  |  |  |  |  |  |
| Đồng Lư       | 桐庐   |  | Đồng Lư   | Hàng Châu |  |  |  |  |  |  |